# Wolfgang von Nathusius

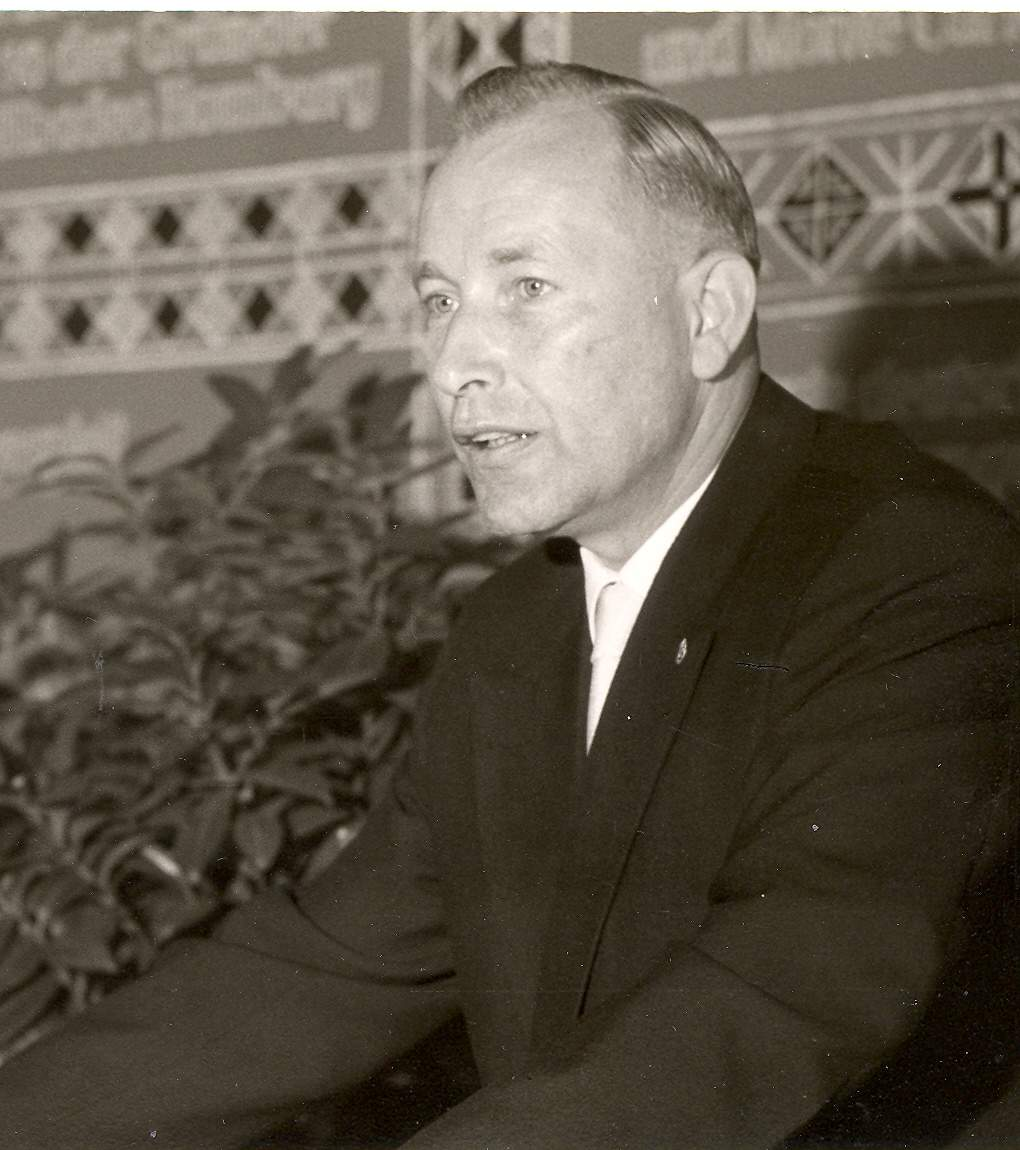
Wolfgang von Nathusius, 1957

Wolfgang Wilhelm Engelhard von Nathusius (* 11. August 1911 in Gernrode; † 11. Juli 1986 in Büdingen) war ein deutscher Arzt und Medizinalbeamter, der sich um die Entwicklung der Anwendung von Naturheil- und Kneippverfahren in Deutschland sowie die medizinische Betreuung von Kriegsheimkehrern und Internierten verdient gemacht hat.

## Kindheit und Jugend
Wolfgang, auch Wolf genannt, war der drittälteste Sohn von David von Nathusius (1864–1919) und Elisabeth, geb. Streu (1890–1961). Er hatte fünf Geschwister, sein Großvater war August von Nathusius, ein Großgrundbesitzer im heutigen Sachsen-Anhalt. Nathusius’ Vater hatte in Heidelberg Jura studiert, war aufgrund einer Erbschaft allerdings Privatier, der sich vorwiegend für Land- und Gartenwirtschaft interessierte. Seine Mutter, die bereits mit 29 Jahren Witwe wurde, war die Tochter eines Berliner Droschkenkutschers.
Nathusius wuchs in einem konservativ-monarchistisch eingestellten Elternhaus in Gernrode im Harz auf. Seine Mutter war seit der Gründung des Bund Königin Luise 1923 – bis zu dessen Verbot im Jahr 1934 im Rahmen der nationalsozialistischen Gleichschaltung – die Leiterin der Gernröder Ortsgruppe dieser Frauenorganisation. Bis Ende des Krieges wurde ein großzügiger Haushalt geführt.
Nachdem Nathusius’ Vater krankheits- und altersbedingt nicht mehr zum Frontdienst im Ersten Weltkrieg einberufen wurde, leitete er in den Kriegsjahren das Kriegshilfswerk in Ballenstedt und vertrat zeitweise den Bürgermeister in Gernrode. Bereits 1919 verstarb er an Krebs. Nach seinem Tode verarmte die Familie wegen des Verlustes des Familienvermögens, das zu einem großen Teil in die nun wertlosen Kriegsanleihen investiert worden war. Das verbliebene Vermögen wurde durch die dem Krieg folgende Hyperinflation vernichtet. Seit 1919 lebte die Familie in sehr einfachen Verhältnissen.
Bereits im April 1917 war Nathusius in die Volksschule in Gernrode eingeschult worden. Von 1924 bis 1928 war er aktives Mitglied der Trommelriege des Jungdo, und von 1925 bis 1930 ebenso beim 1909 begründeten Gernröder Turnvereins Askania. Sein Abitur legte er 1931 am altsprachlichen Melanchthon-Gymnasium im nahegelegenen Quedlinburg ab.

## Studienzeit

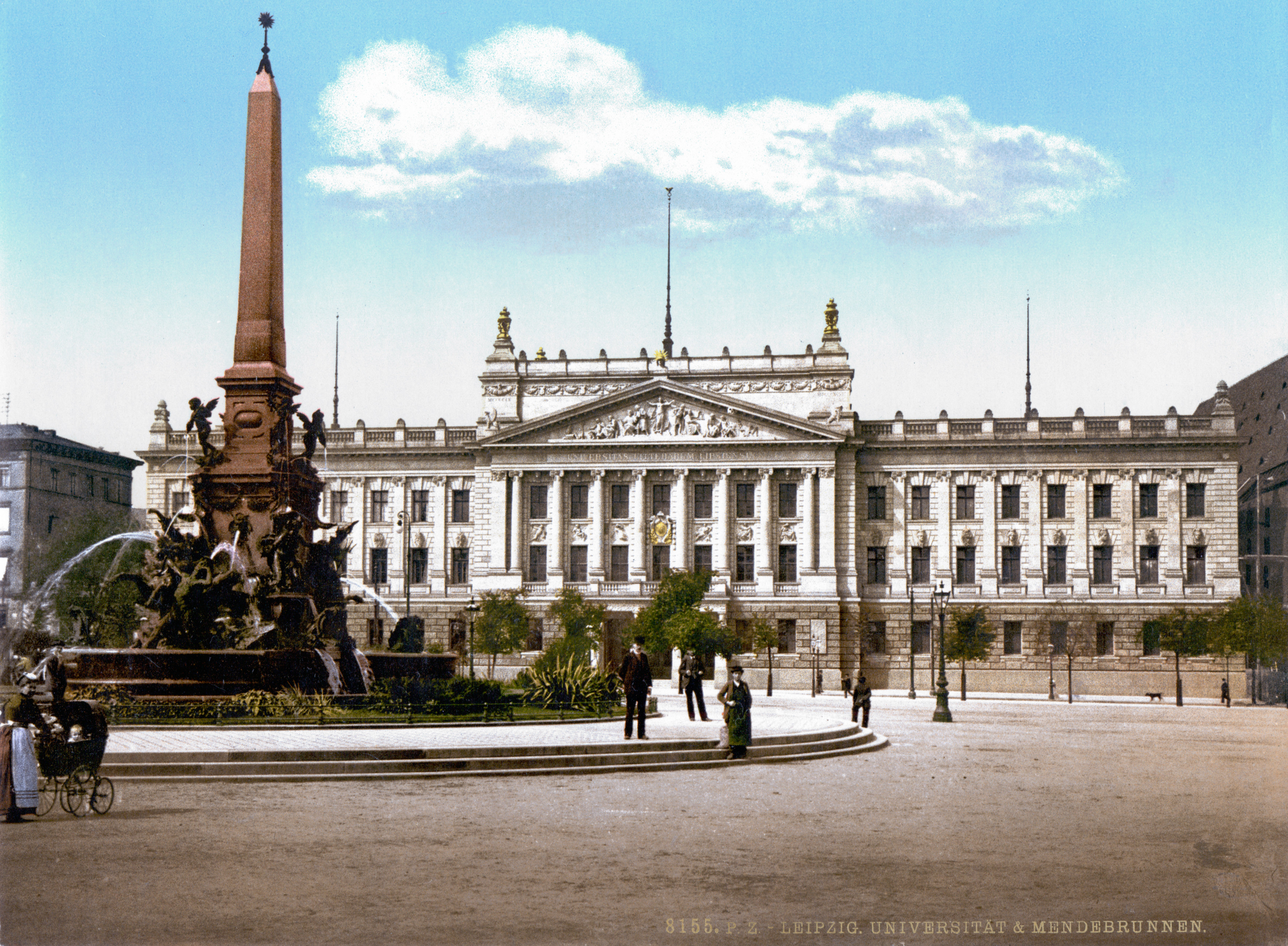
Hauptgebäude der Leipziger Universität am Augustusplatz um 1900, im Vordergrund der Mendebrunnen

Zum Sommersemester 1931 begann Nathusius mit dem Studium der Humanmedizin zunächst in Göttingen und setzte es ab dem zweiten Semester (November 1931) an der Universität in Leipzig fort. Im Juni 1933 legte Nathusius die ärztliche Vorprüfung in Leipzig ab. Dem folgte eine Unterbrechung des Studiums für einen Aufenthalt an der lettischen Staatsuniversität in Riga im Wintersemester 1934/35. Am 31. Mai 1937 bestand er dann die ärztliche Staatsprüfung in Leipzig.
Nathusius war seit dem Wintersemester 1931/32, also sofort nach Beginn der Leipziger Studienzeit, als Turnerschafter in der 1882 gegründeten, farbentragenden und schlagenden Verbindung Fridericiana, die im VC (Vertreter-Convent) organisiert war, aktiv. Zum 1. Februar 1931 trat er der NSDAP bei (Mitgliedsnummer 455.225) und schloss sich im selben Jahr der SA an. Im Laufe seiner Studienzeit hatte er Führungsämter in der Selbstverwaltung der Leipziger Studentenschaft im Nationalsozialistischen Deutschen Studentenbund (NSDStB) inne. Im Rahmen der zunächst geplanten Gleichschaltung und dem späteren Verbot studentischer Verbindungen und dem zunehmenden Interessenskonflikt seiner Mitgliedschaft bei Fridericiana und der Funktion beim NSDStB kam es ab Ende der 1930er Jahre zu einer wachsenden Entfremdung Nathusius’ zum nationalsozialistischen Führungsanspruch.
Nathusius promovierte im Herbst 1938 bei Bodo Spiethoff (1875–1948) mit einer im Dezember 1938 mit Genehmigung der medizinischen Fakultät gedruckten Dissertation unter dem Titel: Soziologische und anthropologische Untersuchungen an Prostituierten in Leipzig. Im Rahmen der empirisch angelegten Arbeit wurden 202 Prostituierte sowie 61 andere Patientinnen nach einer im Lehrbuch der Anthropologie von Rudolf Martin (1864–1925) angegebenen Methode untersucht.

## Berufsleben

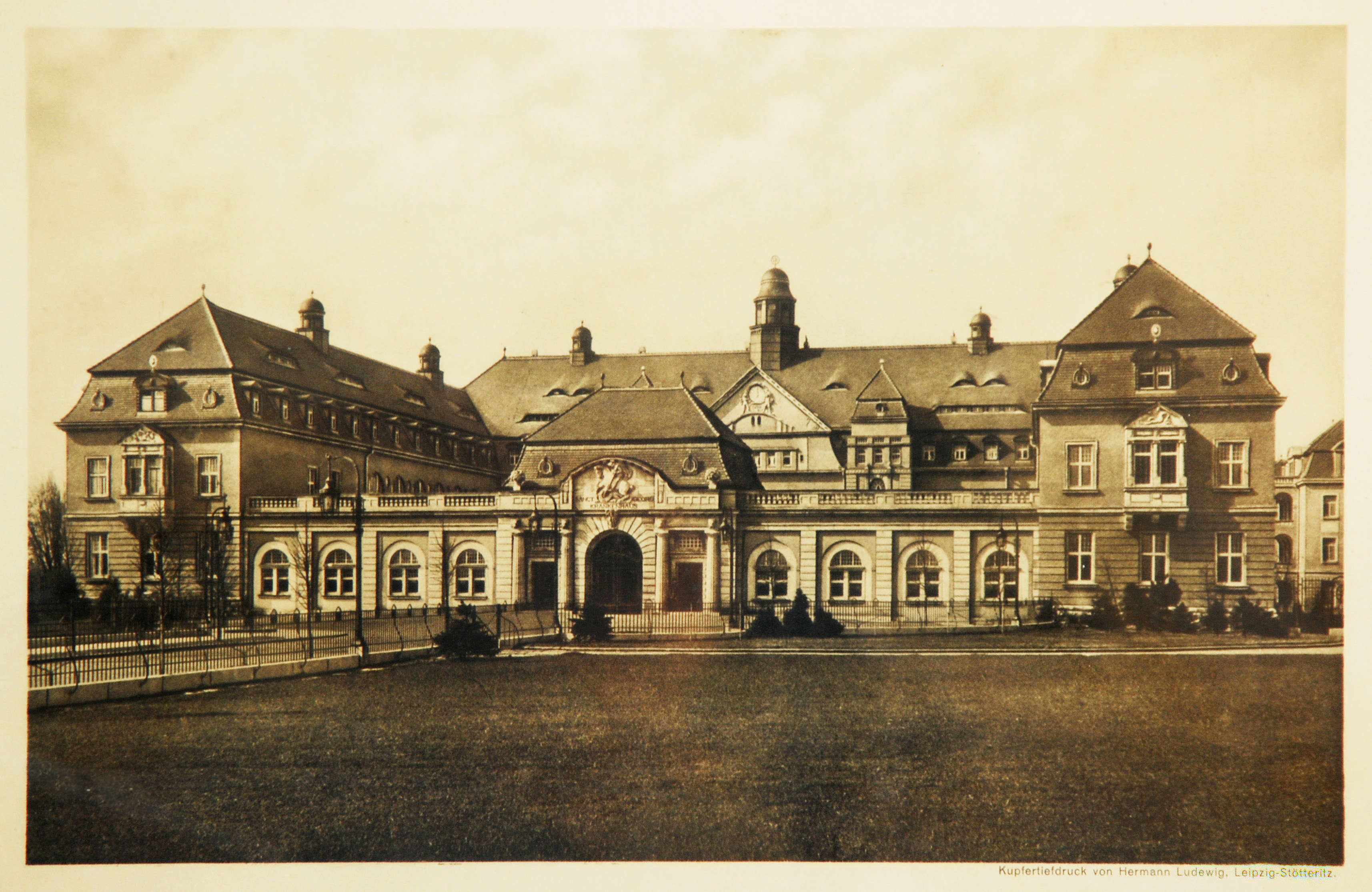
Das Krankenhaus St. Georg Leipzig etwa im Eröffnungsjahr 1913, hier Eingang und Verwaltungsgebäude

Von Juni 1937 bis August 1937 war Nathusius als Medizinalpraktikant an der Universitäts-Hautklinik in Leipzig tätig. Dem folgte ein dreimonatiger Einsatz in gleicher Funktion an der Universitätsklinik für HNO-Erkrankungen. Im Dezember 1937 begann er seine Tätigkeit im Städtischen Krankenhaus St. Georg, ab Juni 1938 erhielt er dort als Assistenzarzt eine feste Anstellung.

### Kriegs- und Nachkriegszeit
Aufgrund eines angeborenen Herzfehlers wurde Nathusius nicht zur Wehrmacht eingezogen.
Während dienstfreier Stunden oder Tage arbeitete Nathusius als Ferien- oder Einzelvertretung in der Leipziger Facharztpraxis des später bedeutenden Radiologen Fritz Gietzelt. Dieser hatte 1939 eine private Facharztpraxis für Magen- und Darmerkrankungen sowie ein privates Röntgeninstitut eröffnet, nachdem er zuvor ebenfalls in der Inneren-Abteilung des St. Georg Krankenhauses angestellt gewesen war. Nach der Verhaftung Gietzelts durch die Gestapo im Juni 1944 wegen Widerstandes gegen das NS-Regime, wurde Nathusius von Hermann Hartmann, dem Leiter der Leipziger Sektion der Reichsärztekammer gebeten, die Gietzelt-Praxis für unbestimmte Zeit zu übernehmen. Mit Schreiben vom 5. Juli 1944 informierte Nathusius den leitenden Chefarzt des St. Georg Krankenhauses über diesen Vorschlag. Am 8. September 1944 übernahm er dann die Praxis für die Betreuung der Magen- und Darmpatienten, nicht jedoch das angeschlossene „Private Röntgeninstitut“. Auch wenn Nathusius fortan nicht mehr im St. Georg-Krankenhaus praktizierte, wurde er dennoch bis zum Frühjahr 1945 auf der Karteikarte des Personalamtes der Stadtverwaltung in der Funktion als Oberarzt im St. Georg-Krankenhaus geführt. Kurz vor Kriegsende wurde er noch als Arzt zum Volkssturm einberufen.
Am 1. Juli 1945 übernahm das sowjetische Militär das von den US-Streitkräften im April eroberte Leipzig. Ende August 1945 wurde Nathusius – wie Tausende anderer NS-Aktivisten – auf Grund des Befehls Nr. 42 der SMAD (Sowjetische Militäradministration) verhaftet. Von einem Leipziger Gefängnis aus wurde er ohne Verhandlung und Urteil am 22. September 1945 in das sowjetische Speziallager Nr. 1 Mühlberg überführt. Dort wurde er sofort als Arzt eingesetzt und fungierte ab Dezember in der Hierarchie des Lagers als sogenannter „Adjutant“ des ersten Lagerarztes und vormaligen SS-Obersturmbannführers Heinrich Eufinger, der – ebenfalls ein Häftling der Sowjets – am 2. November 1945 in Dresden verhaftet worden war. Für 1945 wird Nathusius als Leiter eines Krankenreviers mit Ambulanz im Frauenbereich des NKWD-Lagers Mühlberg genannt.
Am 16. Juni 1946 wurde Nathusius zusammen mit rund 680 weiteren männlichen Lagerinsassen von Mühlberg aus in die Sowjetunion verlegt, da in den dortigen Kriegsgefangenenlagern ein Mangel an Arbeitskräften wie auch an deutschsprachigen Ärzten für die Behandlung der Kranken bestand. Er wurde in Lagern in der nördlichen Kaukasusregion (heute Georgien) und im Kohlerevier ostwärts des Donez (heute Ukraine) zunächst als Arbeiter und erst später als Arzt eingesetzt. Aufenthalte in Schachty (nördlich von Rostow am Unterlauf des Don), Ordschonikidse, Novocherkask, Artem und Mostok sind dokumentiert.

#### Medizinische Betreuung der Gefangenen
Die schwierigen Bedingungen, unter der die medizinische Versorgung in den Gefangenenlagern geleistet wurde, beschrieb Nathusius 1956 in der Fachzeitschrift Ärztliche Praxis: „ … Im zerfallenen Lager fanden wir Reste von englischem Verbandszeug, eine abgebrochene Verbandsschere, Reste verschimmelter Salbe undefinierbarer Herkunft und einige Holzspatel. Mit diesem „Instrumentarium“ eröffneten wir die erste Ambulanz. Furunkel wurden mit aufgefundenen und „steril“ gekochten Wäschefetzen verbunden und mit darüber gelegten heißen Ziegeln zum Einschmelzen gebracht … Ein Ileus: Operieren war nicht möglich. Verbringen in ein Krankenhaus, etwa das 4 Kilometer entfernte Mühlberg, wurde nicht erlaubt. Einläufe, Lagerungen, Darmrohr mit einem Stück brüchigen Gummischlauch wurden versucht. Weder Analgetika noch Spasmolytika waren vorhanden. Es stand neben dem Kranken der Arzt des XX. Jahrhunderts, und konnte nicht helfen. Das verbrecherische Verbot einer Verlegung in ein nahes Hospital kostete später in Rußland nochmals einem mit Ileuserscheinungen erkrankten 50 Jahre alten Manne das Leben … In diesen Herbstmonaten lernten wir Seuchen kennen, die uns in Deutschland in dieser Ausdehnung und dieser Verlaufsform unbekannt waren. Erysipele, schwerste Pleuropneumonien, Typhus, Ruhr (von der kaum ein Lagerinsasse verschont blieb), schwerste Diphtherieformen, Tuberkulosen mit der Verlaufsform der galoppierenden Schwindsucht … Obwohl damals schon Penicillin in das russische Außenlager kam, wurde es trotz unseres Bittens abgelehnt, uns etwas davon zur Verfügung zu stellen … wir ließen Brot in feuchten Tüchern hinter dem Lazarettküchenofen schimmeln, das wir dann zu essen gaben. Wir hatten festgestellt, daß dies schimmelige Brot den leichter Ruhrkranken offenbar gut half. Hier hatten wir also ein Medikament. Wir gaben weiterhin Fliegenmaden auf Wunden, was uns allerdings stets eine Überwindung kostete …“.

#### In der DDR

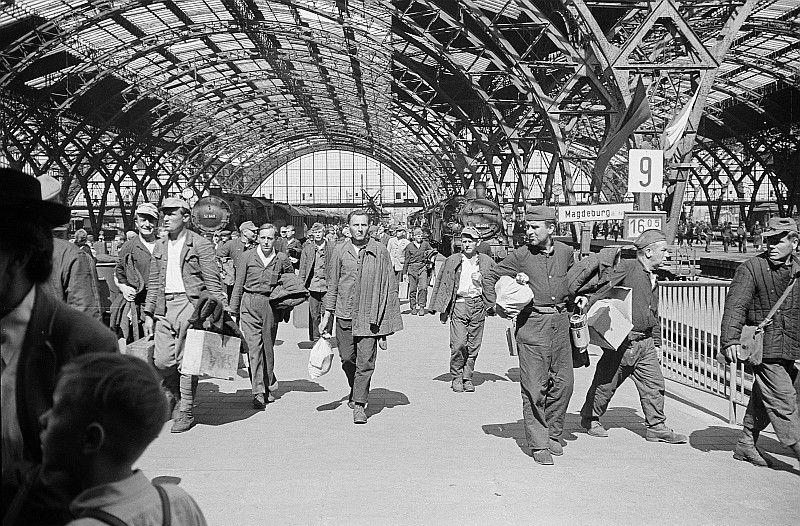
Am teilweise noch zerstörtem Hauptbahnhof in Leipzig aus der Sowjetunion ankommende Heimkehrer, 1950

Am 17. Dezember 1949 wurde Nathusius erkrankt und mit einem Körpergewicht von nur noch 46 kg aus der Sowjetunion nach Deutschland zurücktransportiert und aus einem Lager bei Frankfurt (Oder) aus der sowjetischen Kriegsgefangenschaft entlassen. Nach Kurzbesuchen im Elternhaus und bei seiner Familie hatte er sich als Dienstverpflichteter umgehend (noch 1949) bei der Wismut AG im Erzgebirge zu melden, um dort eine Tätigkeit als Werksarzt aufzunehmen. Im Sommer 1950 wurde er zusammen mit einem Kollegen in einen Prozess verwickelt, bei dem beide am 25. Juli 1950 freigesprochen wurden.

### Westdeutschland
Als Nathusius kurze Zeit später erfuhr, dass die DDR-Staatsanwaltschaft aus politischen Gründen gegen den Freispruch in dem Verfahren Revision einlegen wollte, entschloss er sich noch 1950 zur Flucht nach West-Berlin. Dort verdiente er zunächst Geld durch Vertretungsdienste bei verschiedenen Berliner Röntgenologen. Bald begann auch seine Tätigkeit beim VOS (Vereinigung der Opfer des Stalinismus). Am 8. Februar 1951 erhielt er das Zeugnis zur Führung des Titels „Facharzt für Röntgenologie“.
Von 1951 bis 1955 arbeitete er als Arzt für Röntgenologie und Strahlenheilkunde im Röntgeninstitut Dr. Heuser (Heuser war der Schwiegervater der späteren Politikerin Hedda Heuser-Schreiber) in Bensberg im Rheinland. Zum 1. Juli 1955 wechselte er als ärztlicher Gutachter in das Beobachtungskrankenhaus Hainerberg in Königstein im Taunus und wurde dort am 1. Oktober 1956 Oberarzt. Mit dieser Tätigkeit war eine Übernahme in den öffentlichen Dienst bei der Landesversicherungsanstalt Hessen verbunden. Seit dem 18. April 1956 durfte er auch den Titel eines „Facharztes der Inneren Medizin“ führen.
Am 5. September 1957 übernahm Nathusius dann zunächst als Beauftragter der Dienstgeschäfte, ab dem 21. November 1957 als leitender Arzt und ab dem 12. Juli 1961 als Chefarzt und Medizinaldirektor das Kurheim Hillersbach. Das sich damals von einem Erholungsheim zu einem Fachsanatorium entwickelnde Institut liegt etwa zwischen Lißberg und Hirzenhain im Kreis Büdingen in Oberhessen.
Die folgenden Jahre sollten die wichtigsten im Berufsleben Nathusius’ werden. Neben der ärztlichen Leitung des Sanatoriums konnte er als Sportarzt, als Kneipparzt und als Arzt für Naturheilkunde-Verfahren wirken. Nebenberuflich war er viele Jahre Werksarzt bei den Buderus-Eisenwerken in Hirzenhain. Da Buderus die Panzerwannen für den Kampfpanzer Leopard fertigte (die Buderus-Tochtergesellschaft Krauss-Maffei produzierte den Panzer), gab es bis zu Nathusius’ Pensionierung eine Stasi-Akte mit Belastungsmaterial aus der NS-Zeit. Einen Kontaktversuch gab es aber nie. Nathusius leitete Unfallhilfe-Lehrgänge und begleitete die Schwesternausbildung der Johanniter-Unfall-Hilfe in Boppard. Er war als Gutachter im Auftrag des VdH (Verband der Heimkehrer, Kriegsgefangenen und Vermisstenangehörigen Deutschlands) ebenso tätig wie für die Organisation VVN (Vereinigung der Verfolgten des Naziregimes).
Nachdem Nathusius 1976 mit 65 Jahren das Pensionsalter als Beamter erreicht hatte, wurde er als Obermedizinaldirektor in den Ruhestand verabschiedet, weiterhin aber von der Landesversicherungsanstalt mit einem Privatvertrag in gleichbleibender Position als leitender Chefarzt in Hillersbach bis zum 31. Dezember 1978 weiterbeschäftigt.
Auch in den folgenden Jahren war Nathusius weiterhin als Fachbuchautor und Teilnehmer an Fachtagungen aktiv. Regelmäßig besuchte er Kongresse in Deutschland und Veranstaltungen der Heimkehrer. Auch nahm er noch Aufgaben in verschiedenen fachärztlichen Gremien wahr.
Nathusius verstarb im Juli 1986, seine Urne wurde auf dem Lißberger Friedhof beigesetzt.

## Funktionen
Nathusius wirkte über mehrere Jahrzehnte im ärztlich-wissenschaftlichen Beirat des Verbandes der Heimkehrer, Kriegsgefangenen und Vermissten-Angehörigen Deutschlands e. V. Er hatte Funktionen beim Kneippärztebund inne, und übte Tätigkeiten im Zentralverband der Ärzte für Naturheilverfahren dort unter anderem in der Arbeitsgemeinschaft für Gesundheitsvorsorge und Physiotherapie, aus.

## Würdigung
Für die Gutachtertätigkeit im Auftrag des Verbandes der Heimkehrer war Nathusius besonders geeignet und hilfreich für die Patienten, da er durch die eigene Gefangenschaft in der Sowjetunion wie durch seine dortige ärztliche Tätigkeit ständig mit den Auswirkungen der Dystrophie (Unterernährung und ihre Folgen) konfrontiert worden war und später umso besser beurteilen konnte, welche Spätfolgen auf die Erkrankung an Dystrophie zurückgeführt werden konnten. Zusammen mit Ernst Günther Schenck entwickelte Nathusius sich auf diesem Gebiet zu einer bundesweit gefragten Kapazität. Zusammen mit Schenck verfasste er von 1958 bis 1965 acht Bücher unter dem Titel Extreme Lebensverhältnisse und ihre Folgen, welche als das Standardwerk für die Heimkehrer-Begutachtung gelten und von den Versorgungsbehörden als Richtlinie anerkannt wurde.
Darüber hinaus waren seine Leistungen in der Sportmedizin und bei der Etablierung von Naturheilverfahren als Bestandteil der medizinischen Vorsorge bedeutend. Bei der Laudatio anlässlich der Verleihung des Bundesverdienstkreuzes an Nathusius wurde besonders auf dessen Pionierarbeit in der ärztliche Prävention hingewiesen.
Schließlich beschäftigte sich Nathusius auch mit sozialmedizinischen Fragen und publizierte dazu. Sein Eintreten für die Solidargemeinschaft in sozialen, gesundheitlichen und altersversorgungsrelevanten Fragen folgte seinem Credo: „Jeder Staat ist nur so gut wie er für seine Alten, Jungen und Kranken sorgt.“

## Familie
Am 14. November 1937 heiratete Nathusius Traute Schröter (1909–1989), ebenfalls Ärztin, die zunächst eine eigene Praxis führte und nach 1945 in einer Poliklinik der Leipziger Versorgungsbetriebe tätig war. Dieser Ehe, 1951 geschieden, entstammt Tochter Maria (* 1940), Fachärztin für Chirurgie und verheiratet mit Horst Hennig, Professor für Chemie und Rektor der Leipziger Karl-Marx-Universität. Eine zweite Ehe schloss Nathusius am 19. Januar 1952 mit Almut, geb. Giebel, verwitwete Schwarz (1919–2013). Kinder aus dieser Verbindung sind der Pädagoge und Historiker Ulrich Engelhard (* 1953) und der Buchhändler und Archivar Jochen Engelhard von Nathusius (* 1957).

## Auszeichnungen
- 1972: Ehrenritterschaft des Johanniterordens
- 1976: Ehrenbrief des Landes Hessen
- 1977: Ehrenritterkreuz des Johanniterordens
- 1977: Bundesverdienstkreuz am Bande (21. März 1977)[22]
- 1977: Silbernes Ehrenzeichen der Vereinigung der Opfer des Stalinismus (VOS)
- 1981: Bernhard-Christoph-Faust-Medaille der Hessischen Arbeitsgemeinschaft für Gesundheitserziehung (Hessisches Sozialministerium)
- 1983: Ehrennadel in Gold des Zentralverbandes der Ärzte für Naturheilverfahren

## Veröffentlichungen

### Bücher
- Soziologische und anthropologische Untersuchungen an Prostituierten in Leipzig. Dissertation. Plasnick, Großenhain in Sachsen 1938.
- Ärzte-Fibel. Verband der Heimkehrer, Kriegsgefangenen und Vermissten-Angehörigen Deutschlands, Ärztlich-Wissenschaftlicher Dienst, Bad Godesberg 1954.
- mit Ernst Günther Schenck: Extreme Lebensverhältnisse und ihre Folgen. Handbuch der ärztlichen Erfahrungen aus der Gefangenschaft. 8 Bände. Schriftenreihe des ärztlich-wissenschaftlichen Beirates des Verbandes der Heimkehrer Deutschlands, Verband der Heimkehrer, Kriegsgefangenen und Vermissten-Angehörigen Deutschlands, 1961.
- Die Praxis der Vorsorgekur und des Frühheilverfahrens. Bearb. Wolfgang von Nathusius und Walter Groh. Band 17 der Schriftenreihe. Zentralverband der Ärzte für Naturheilverfahren, Medizinisch-Literarischer Verlag Blume, Uelzen 1967.

### Beiträge
- Sind die Gesundheitsschäden bei Heimkehrern aus Kriegsgefangenschaft und Internierung überwunden ? In: Berliner Gesundheitsblatt. Nr. 6, 1955, S. 206ff.
- Der Arzt abseits der Zivilisation (in sowjetischen Internierungslagern). In: Ärztliche Praxis. Jahrgang 8/1956 vom 3. und 10. November 1956 (Sonderdruck).
- Ursachen und kombinierte Therapie neurozirkulatorischer und neurodystoner abdomineller Störungen. In: Asklepios. Diätetik, physikalische Medizin und Rehabilitation in Klinik und Praxis. 6. Jahrgang, Heft 6. Medizinisch-Literarischer Verlag, Uelzen 1965, S. 173ff (online, PDF-Datei; 3,93 MB)
- Werksarzt und Vorsorgefragen. In: Physikalische Medizin und Rehabilitation, Zeitschrift für praxisnahe Medizin. 15. Jahrgang, Heft 7, Juli 1974, S. 162f. (online, PDF-Datei; 3,33 MB)

### Sonstiges
- H. Lottermoser: Täglich 10 Minuten Gymnastik und Selbstmassage. Überarbeitung der Neuauflage durch Wolfgang von Nathusius. 16.–20. Auflage, Wilkens, Hannover.